# ژرژ دو پورتو-ریش
ژرژ دو پورتو-ریش (به فرانسوی: Georges de Porto-Riche) رمان‌نویس و نمایش‌نامه نویس قرن نوزدهم میلادی اهل فرانسه است.